# NGC 7779
NGC 7779 este o galaxie situată în constelația Peștii. A fost descoperită în 12 noiembrie 1784 de către William Herschel. Se află la o distanță de 69,57 de megaparseci de Pământ.